# Golden League 2005
La Golden League 2005 se déroule sur six meetings. 

## Déroulement
Pour remporter le million de dollars en lingots qui constitue la prime, les athlètes doivent remporter l'ensemble des six épreuves. Les vainqueurs doivent également participer à la finale IAAF se déroulant à Monaco.
Douze épreuves figurent au programme de cette Golden League : sept chez les hommes et cinq chez les femmes.

## Résultats
La Russe Tatyana Lebedeva est la seule à remporter les six meetings et remporte donc seule le million de dollars de prix.
|                   | Meeting Gaz de France 1er juillet | Golden Gala 8 juillet       | Bislett Games 29 juillet         | Weltklasse Zürich 19 août        | Mémorial Van Damme 26 août    | ISTAF 4 septembre                |
| ----------------- | --------------------------------- | --------------------------- | -------------------------------- | -------------------------------- | ----------------------------- | -------------------------------- |
| Hommes            |                                   |                             |                                  |                                  |                               |                                  |
| 100 m             | Aziz Zakari Ghana                 | Justin Gatlin États-Unis    | Aziz Zakari Ghana                | Justin Gatlin États-Unis         | Justin Gatlin États-Unis      | Dwight Thomas Jamaïque           |
| 800 m             | William Yiampoy Kenya             | Alfred Kirwa Yego Kenya     | Mbulaeni Mulaudzi Afrique du Sud | Wilfred Bungei Kenya             | Yuriy Borzakovskiy Russie     | Mbulaeni Mulaudzi Afrique du Sud |
| 1 500 m / Mile    | Daniel Kipchircir Komen Kenya     | Rashid Ramzi Bahreïn        | Daham Najim Bashir Qatar         | Daniel Kipchircir Komen Kenya    | Daniel Kipchircir Komen Kenya | Daniel Kipchircir Komen Kenya    |
| 3 000 m / 5 000 m | Kenenisa Bekele Éthiopie          | Isaac Kiprono Songok Kenya  | John Kibowen Kenya               | Kenenisa Bekele Éthiopie         | Eliud Kipchoge Kenya          | Bernard Lagat États-Unis         |
| 110 m haies       | Ladji Doucouré France             | Dominique Arnold États-Unis | Ladji Doucouré France            | Dominique Arnold États-Unis      | Allen Johnson États-Unis      | Dominique Arnold États-Unis      |
| Saut en hauteur   | Stefan Holm Suède                 | Andriy Sokolovskiy Russie   | Stefan Holm Suède                | Svatoslav Ton République tchèque | Víctor Moya Cuba              | Yaroslav Rybakov Russie          |
| Javelot           | Tero Pitkämäki Finlande           | Andrus Värnik Estonie       | Tero Pitkämäki Finlande          | Tero Pitkämäki Finlande          | Sergueï Makarov Russie        | Tero Pitkämäki Finlande          |
| Femmes            |                                   |                             |                                  |                                  |                               |                                  |
| 100 m             | Christine Arron France            | Christine Arron France      | Christine Arron France           | Veronica Campbell Jamaïque       | Christine Arron France        | Christine Arron France           |
| 800 m             | Svetlana Cherkasova Russie        | Hasna Benhassi Maroc        | Tatyana Andrianova Russie        | Zulia Calatyud Cuba              | Mayte Martinez Espagne        | Zulia Calatyud Cuba              |
| 3 000 m / 5 000 m | Edith Masai Kenya                 | Tirunesh Dibaba Éthiopie    | Maryam Jamal Bahreïn             | Maryam Jamal Bahreïn             | Meseret Defar Éthiopie        | Berhane Adere Éthiopie           |
| 400 m haies       | Lashinda Demus États-Unis         | Lashinda Demus États-Unis   | Sandra Glover États-Unis         | Yuliya Pechonkina Russie         | Lashinda Demus États-Unis     | Sandra Glover États-Unis         |
| triple saut       | Tatyana Lebedeva Russie           | Tatyana Lebedeva Russie     | Tatyana Lebedeva Russie          | Tatyana Lebedeva Russie          | Tatyana Lebedeva Russie       | Tatyana Lebedeva Russie          |